# Tháp Hòa Lai
Tháp Hòa Lai là một trong những cụm tháp cổ Chăm Pa, gồm có ba tháp hiện nằm ở thôn Ba Tháp, xã Bắc Phong, huyện Thuận Bắc, tỉnh Ninh Thuận. Được đánh giá là một trong những di tích cổ nhất và đẹp nhất còn tồn tại.

## Hiện trạng
Tháp Hòa Lai là một khu di tích lớn, nằm trên vùng đất cao nhất của một cánh đồng dài và rộng ở phía bắc thành phố Phan Rang–Tháp Chàm, cả khu di tích được xây dựng trong một khoảnh đất chữ nhật kéo dài theo hướng đông – tây, dài 200 mét, rộng 125 mét. Ngoài ba ngôi tháp, còn vết tích của nhiều kiến trúc phụ khác như tường gạch bao phía đông, tháp cổng, gian nhà dài ở khu sân ngoài và nhiều công trình nhỏ khác nhau.

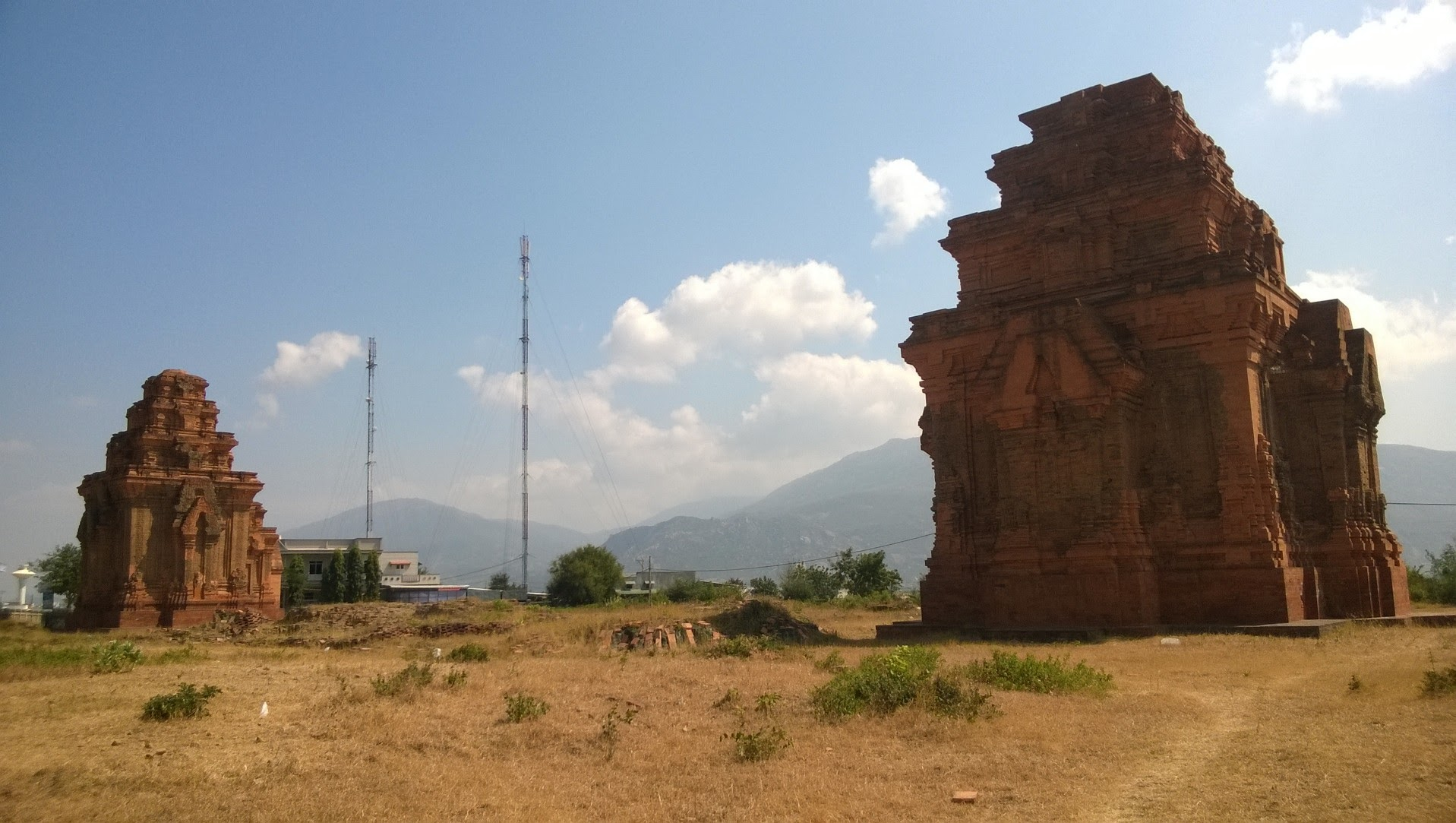
Khu Di tích Ba Tháp

Tháp trung tâm hiện chỉ còn phần thân và một bộ phận của tầng thứ nhất nhỏ hơn hai ngôi tháp hai bên, nhưng lại được xây dựng cẩn thận hơn và còn giữ lại nhiều hình trang trí hơn, theo các nhà nghiên cứu vào cuối thế kỷ 19, người Pháp và quan chức địa phương đã cho phá phần trên của tháp trung tâm để lấy gạch lát con đường cái quan tức là Quốc lộ 1 bây giờ đi qua đó. Tuy nhiên đến thời điểm hiện tại, tháp trung tâm đã bị sụp đổ luôn tầng thứ nhất chỉ còn lại phần nền.
So với tháp trung tâm, tháp phía bắc cao hơn về mặt bằng và về chiều cao, cũng như tháp trung tâm, phần nền của tháp bắc được trang trí tương tự. Riêng về tháp nam, so với ba ngọn tháp thì đây là tháp lớn nhất và còn nguyên vẹn nhất, tuy nhiên một số chi tiết trang trí trên mặt tường đang còn ở dạng phác thảo, về cơ bản tháp nam giống với hai tháp kia nhưng lại khác ở điểm trong cách bố cục và trang trí các chi tiết, các trụ ốp được đặt gần nhau hơn và mặt giữa trụ ốp hẹp hơn, cửa giả rộng hơn nhưng lại không có hình người đứng bên trong

## Kiến trúc
Hai ngôi tháp còn lại ở Hoà Lai, theo đánh giá của các nhà nghiên cứu mỹ thuật, là những kiến trúc tháp thành công nhất, đẹp nhất của Chăm Pa. Toàn bộ thân tháp là một khối lập phương khoẻ nhô lên từ một phần bệ vuông và đỡ cả một hệ thống các tầng nhỏ hơn. Trang trí hoa văn bên ngoài mặt tháp chỉ giới hạn ở vòm cửa, ở các trụ ốp, ở bộ diềm mái. Trang trí ở tháp Hoà Lai vừa mang tính chức năng - nhấn mạnh ấn tượng cho các thành phần cấu trúc đỡ vừa phô bày vẻ đẹp của các hoa văn
Yếu tố đặc trưng tiêu biểu nhất của tháp Hoà Lai là những vòm cửa tò vò trùm lên trên cửa ra vào, các cửa giả và các ô khám của các tầng, vành của cửa vòm được phủ kín bằng những hoa văn hình là cuộn, vọt ra từ miệng của quái vật Kala trên đỉnh. Khoảng tường giữa hai trụ ốp cũng được phủ bằng các hình chạm khắc hoa lá. Phần trên của từng và bộ diềm mái là một hoa văn tràng hoa chạy dài và hình các thần điểu Garuda đang xoè cánh. Một trong những nét rất đặc biệt của tháp Hoà Lai là tường tháp không thẳng đứng mà lại hơi choãi ra về phía trên

## Lịch sử
Tháp được xây dựng ở thế kỷ 9, trong giai đoạn phong cách Hoà Lai, hiện là một trong những cum tháp Chăm cổ nhất hiện còn
Một điểm đặc biệt về cụm tháp này là mặc dù tháp rất đẹp và bề thế, nhiều nhà nghiên cứu cho rằng người Chăm đã bỏ không thờ cúng tại cum tháp này từ rất lâu, thậm chí là sau khi xây dựng xong, người Chăm chưa từng thờ cúng tại đây. Một trong các giả thuyết lý giải việc này là khu tháp đã bị người Khmer chiếm trong một cuộc chiến giữa hai vương quốc Khmer và Champa, vì thế cụm tháp đã bị ô uế.